# Arrondissement administratif de Saint-Nicolas
L'arrondissement administratif de Saint-Nicolas (en néerlandais : arrondissement Sint-Niklaas) est un des six arrondissements administratifs de la province belge de Flandre-Orientale, situés en Région flamande. Il a une superficie de 537.67.50 km2 et compte 292 713 habitants, soit une densité de population de 544,4 habitants au km².
L’arrondissement est seulement un arrondissement administratif. D’un point de vue judiciaire, il fait partie de l’arrondissement judiciaire de Flandre-Orientale.

## Histoire
L’arrondissement date de 1818 lors du découpage de l’arrondissement de Termonde.
En 1923, deux  communes de l’arrondissement furent rattachées à l'arrondissement administratif d'Anvers pour faciliter l’expansion du port d’Anvers : les communes de Zwijndrecht et Burcht.

## Communes et leurs sections

### Communes
- Beveren-Kruibeke-Zwijndrecht
- Lokeren
- Saint-Gilles-Waes (Sint-Gillis-Waas)
- Saint-Nicolas (Sint-Niklaas)
- Stekene
- Tamise (Temse)

### Sections
- Bazel
- Belcele (Belsele)
- Beveren
- Daknam
- Burcht
- La Clinge (De Klinge)
- Doel
- Exaerde (Eksaarde)
- Elversele
- Haesdonck (Haasdonk)
- Calloo (Kallo)
- Kemzeke
- Kieldrecht
- Cruybeke (Kruibeke)
- Lokeren
- Meerdonk
- Melsele
- Moerbeke
- Nieukerken-Waes (Nieuwkerken-Waas)
- Rupelmonde
- Sinay (Sinaai)
- Saint-Gilles-Waes (Sint-Gillis-Waas)
- Saint-Nicolas (Sint-Niklaas)
- Saint-Paul (Sint-Pauwels)
- Steendorp
- Stekene
- Tamise (Temse)
- Tielrode
- Verrebroek
- Vrasene
- Zwijndrecht

## Démographie
Évolution du chiffre de la population
- Source: DGS , de 1831 à 1970=recensements population; à partir de 1980 = nombre d'habitants chaque 1 janvier[1]